# Ancrage (psychologie)
Pour les articles homonymes, voir Ancrage.
En psychologie, l’ancrage désigne la difficulté à se départir d'une première impression. C'est un biais de jugement qui pousse à se fier à l'information reçue en premier dans une prise de décision.
Dans les débats publics, « l'effet d'ancrage » donne une prime aux personnes qui ont la capacité de prise de parole publique (expert, militant, journaliste, contestataire contre les institutions…), plus encore si leur point de vue est argumenté et que ceux qui les écoutent n'ont qu'une vague opinion sur le sujet.

## Études notables
Dans le domaine de la décision, Tversky et Kahneman ont décrit l'heuristique ancrage-ajustement et expliquent certaines erreurs comme étant le résultat d'un ajustement insuffisant. Dans un article [source secondaire souhaitée], ils expliquent qu'il fut demandé à des groupes de sujets d'estimer certaines quantités en pourcentage, par exemple le pourcentage de pays africains dans les Nations unies. Pour chaque quantité, un nombre entre 0 et 100% fut déterminé par la rotation d'une roue de la fortune en présence des sujets. Les sujets durent ensuite indiquer s'ils pensaient que la valeur était supérieure ou inférieure à ce nombre, et ensuite estimer la valeur en partant vers le haut ou vers le bas vis-à-vis de ce nombre. Les différents groupes de sujets ont chacun reçu des nombres arbitraires différents et différentes quantités à estimer. Par exemple, l'estimation médiane de pays africains était de 25% par ceux qui ont reçu 10% comme point de départ ; 45% par ceux qui ont reçu 65% comme point de départ.
Une autre étude donne des résultats similaires : si on demande si une baleine a une taille inférieure ou supérieure à 49 mètres, la valeur moyenne des réponses est de 60 mètres. Quand la question est posée sans suggestion, la réponse moyenne est de 30 mètres. Cette étude montre aussi des résultats surprenants : même si les tailles suggérées au départ sont invraisemblables, elles agissent néanmoins sur l'estimation finale : avec une suggestion de 20 cm, les tailles des baleines sont estimées à 20 mètres, et avec une suggestion initiale de 900 mètres, la taille moyenne est estimée à 142 mètres.

## Mécanismes psychologiques
Il existe deux modes de fonctionnement de l'esprit en matière de jugement : un mode heuristique, rapide et intuitif, et un mode impliquant une réflexion plus profonde et plus lente. Le mode heuristique fonctionne par analogie et associations d'idées, avec les informations les plus immédiatement disponibles; les heuristiques sont donc fortement influencées par les données suggérées lors des questions. Le mode réflexif a ensuite beaucoup de mal à se départir des premières conclusions données par le mode heuristique, et ce, d'autant plus que l'esprit est saturé de chiffres et d'informations, ce qui est souvent le cas dans le monde moderne.

## Exemples d'ancrage
- Un médecin peut avoir du mal à réévaluer son diagnostic en présence de nouvelles données[5],[4].
- Le fait d'avoir présenté la maladie à coronavirus 2019 comme une « grippette » (sic) peut avoir biaisé l'estimation subséquente de la gravité de la maladie par le grand public[6],[4].

### Prix d'ancrage
Dans le commerce, le prix d'ancrage est une ressource de politique de prix, de techniques de vente ou de négociations consistant à faire connaitre un prix relativement élevé, présenté pour être perçu comme normal. Il fera office de repère et permettra au client d'avoir le sentiment d'une bonne affaire et de se décider à l'achat quand on lui propose ensuite ou à côté un prix moins élevé. Le prix d'ancrage ou effet d'ancrage est puissant et a une influence même sur des personnes qui connaissent la technique.